# الانتخابات في كوريا الشمالية
تُجرى الانتخابات في كوريا الشمالية كل أربع إلى خمس سنوات في الجمعية الشعبية العليا، وهي المجلس التشريعي الوطني للبلاد، وكل أربع سنوات في الجمعيات الشعبية المحلية.

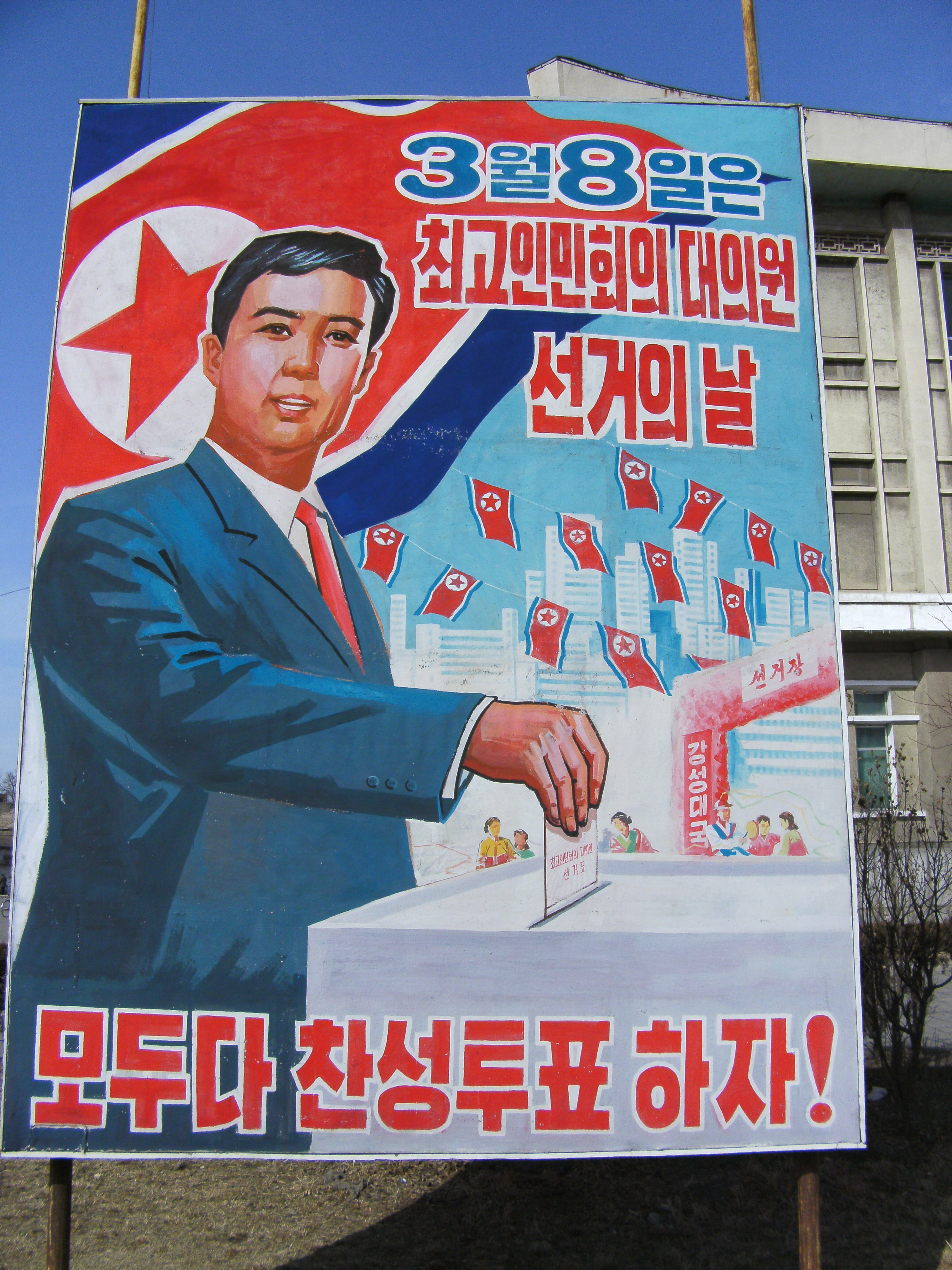

فازت الجبهة الديمقراطية لإعادة توحيد أرض الوطن بجميع المقاعد. يسيطر حزب العمال الكوري على الجبهة ويحظى بنسبة 87.5% من المقاعد، ويشغل الحزب الديمقراطي الاشتراكي الكوري نسبة 7.4%، وحزب كوندويست تشونغو نسبة 3.2%، والنواب المستقلين نسبة 1.9%. وفقًا لما ورد عن التقارير الرسمية، تقترب نسبة المشاركة في الانتخابات من 100%، والموافقة على مرشحي الجبهة الديمقراطية إجماعية أو تكاد تكون كذلك.

## الإجراءات
ذكر لي تشون سيك من كوريا الشمالية في اجتماع لرابطة الامناء العامين للبرلمانات التابعة للاتحاد البرلماني الدولي، ردًا على سؤال طرحه ميخائيل مارشال:
في حين أنه يمكن لأي شخص تعيين المرشحين، جرت العادة المتبعة أن ترشح الأحزاب جميع المرشحين. تنظر جبهة إعادة التوحيد المتحدة في هذه الترشيحات ثم اللجنة الانتخابية المركزية، التي توزع المرشحين على المقاعد. ينظر الناخبون في أمر مرشحي كل مقعد في اجتماعات تعقد في مكان العمل أو ما شابه ذلك، وفي يوم الانتخابات يمكن للناخبين أن يشيروا بالموافقة أو رفض المرشح على ورقة الاقتراع.
يظهر مرشح واحد على كل ورقة اقتراع. تُجرى الانتخابات بالاقتراع السري ظاهريًا، ويجوز للناخبين شطب اسم المرشح للتصويت ضده، ولكن يجب عليهم أن يفعلوا ذلك عن طريق تجاوز الاسم دون سرية. التصويت إلزامي، وعادة ما يقارب الإقبال على التصويت نسبة 100%.
يُنتخب أعضاء الجمعية الشعبية العليا لولاية مدتها خمس سنوات، ويجتمعون في جلسات الجمعية الشعبية العليا لمدة تصل إلى عشرة أيام في السنة. ينتخب أعضاء الجمعية لجنة دائمة تعرف برئاسة المجلس، والتي تمارس مهام تشريعية عندما لا تكون الجمعية في حالة انعقاد. ينتخب الأعضاء أيضًا رئيس لجنة الدفاع الوطني والرئيس التنفيذي للبلاد ورئيس الوزراء.

### الانتخابات المحلية
أُجريت الانتخابات المحلية منذ عام 1999. ينتخب الشعب ممثلين عن الجمعيات الشعبية في المدن والمقاطعات والأقاليم في الانتخابات المحلية كل أربع سنوات. يحدد عدد سكان كل ولاية قضائية عدد ممثليهم. يُنتخب رؤساء البلديات والمحافظون تقنيًا. يتمثل دورهم في العمل مع أمناء المدن والاحزاب غير المنتخبين والأكثر نفوذًا.